# Битка при Виго
Битката при Виго (известна и като битка в залива Виго или битка при Ранда) е първото морско сражение от Войната за испанското наследство. Състои се на 23 октомври 1702 г. край бреговете на северозападна Испания между англо-холандска ескадра начело с Джордж Рук и френско-испански флот, командван от Франсоа дьо Шаторено. Завършва с победа на Рук и довежда до значителни последици.

## Историческа ситуация
Войната за испанското наследство започва, след като испанският престол минава в ръцете на френския принц Филип д'Анжу, внук на Луи ХІV. Редицa европейски държави не са съгласни с това. Англия, Холандия (Съединените провинции) и Австрия образуват Великия съюз и нападат Франция и Испания. Англичаните смятат, че чрез сериозна подривна дейност могат да разклатят властта на Филип, включително да предивикат въстание и гражданска война. Ето защо през 1702 г. те организират експедиция срещу ключовото пристанище Кадис. Опитът за превземането му се проваля, но на връщане към Англия командващият на военноморската ескадва адмирал Джордж Рук разбира, че във Виго тъкмо е пристигнал голям конвой с галеони, натоварени със сребро от Америка. Той се охранява от френски линейни кораби, начело на които е корсарят и адмирал Франсоа дьо Шаторено. Холандският помощник на Рук Филип ван Алмонд го убеждава да нападне, въпреки че е края на годината и че начинанието е рисковано. Така разходите по експедицията няма да са напразни, а ако бъде заграбено среброто, ще бъдат многократно компенсирани.

## Ход на битката
Град Виго се намира в началото на дълбок залив - един от типичните риаси от тази страна на Пиренейския полуостров. В най-тясната част на залива е изградено съоръжение, което да предотврати по-нанатъшно нахлуване - верига, опъната по повърхността на водата. Когато Рук се появява в близост, галеоните се оттеглят зад веригата. Освен това те са защитени и от бреговата артилерия на крепостта Ранда. На пръв поглед изглежда невъзможно да се извърши пробив, но разчитайки да двойно по-големия брой кораби (50 към 24), англичаните и холандците не се отказват. Благодарение на мощните си корабни оръдия те опустошават бреговите съоръжения, свалят и сухопътни сили, за да ги превземат. Един от корабите (Торбей) преодолява веригата и се оказва сам срещу французите. За негов късмет един запалителен кораб (брандер) експлодира и пушеците му позволяват да се скрие. Когато всички съдове на нападателите се оказват в дъното на залива, битката вече е предрешена. Всички линейни кораби на Шаторено са пленени или потопени, някои са изгорени от екипажите им, за да не попаднат в английски ръце. Трите галеона и други товарни кораби на испанците също са отвлечени (те са последните, които не са разтоварени). Англичаните и холандците изгубват около 800 души, французите - над 2000.

## Последици
Събитията в залива на Виго са тежко поражение за френския флот и донякъде предопределят английското надмощие до края на войната. Отнесеното сребро позволява да се финансира кампанията за следващата година. Най-сериозната последица е решението на Португалия да се откъсне от съюза с Франция и да премине на страната на нейните противници. През 1703 г. този факт е допълнително потвърден чрез Метюенския договор. Малката иберийска страна може да бъде използвана като база, откъдето да се предизвика недоволство срещу управлението на Бурбоните в Испания. Тази английска стратегия не успява. Въпреки че гражданска война наистина започва, то става през 1705 г. от североизточните провинции, така че не може да се счита за резултат от победата при Виго.